# Mokra kolodijska plošča
Mokra kolodijska plošča je ena od tehnik iz zgodnjega obdobja fotografije. Iznašel jo je Frederick Scott Archer leta 1851. Tehnika je za 30 let prevzela vodilno mesto na področju fotografije, ki je do takrat poznalo samo dve tehniki, dagerotipijo in amfitipijo. Mokra kolodijska plošča se je izkazala kot primerna tehnika predvsem za upodabljanje krajin, priljubljenega motiva 19. stoletja, saj je čas njene iznajdbe čas velikih osvajanj. Kot dvofazni postopek omogoča veliko število kopij. Tako je zasedla novo tržno nišo na trgu podob.

## Značilnosti in postopek
Mokra kolodijska plošča zahteva dvofazni postopek (negativ-pozitiv). Nosilec oz. negativ je steklo, sredstvo (medij) je kolodij (organska snov, v nitroglicerinskih topilih raztopljena celuloza), na svetlobo občutljiva snov na njem pa je kalijev jodid.
Postopek je zelo zapleten in neroden, saj je treba vse delo opraviti, dokler je plošča še mokra, torej takoj po fotografiranju. Ko se kolodij posuši oz. strdi, plošča ni več uporabna, saj je postala fiksna. Vseeno pa je tehnika omogoča krajši ekspozicijski čas kot predhodnice, kar v oblačnem vremenu pomeni približno 15 do 20 sekund, v sončnem pa je mogoči ekspozicijski čas še krajši.
Do 60. let 19. stoletja je bila glavni vir osvetlitve naravna svetloba. Fotograf je moral nositi ves svoj »studio« s seboj (opremo za pripravo plošče in razvijanje fotografije). Razviti negativ so nato kopirali na pozitivni (na svetlobo občutljiv) papir, za fiksiranje pa so uporabili jajčni beljak in albumski papir (na svetlobo občutljive snovi so se zmešale z jajčnim beljakom).
Mokra kolodijska plošča je kot negativni postopek preveč občutljiva na modro in premalo na rdečo svetlobo (tako je npr. nebo pogosto presvetlo, rdeče strehe hiš pa so pretemne). Občutljivost postopka v zelenem spektru je izboljšal geolog Nevil Maskelyne, ko je namesto navadnega stekla uporabil sljudo (tudi mačje steklo ali moskovit), ki je tanjši, vendar manj prosojen in zato fleksibilnejši od navadnega stekla. Zaradi svojih pomanjkljivosti (preobčutljivosti na močno svetlobo in barve) vsak kader zahteva drugačno svetlobo, zato je potrebna poznejša fotomontaža.